# Die Fledermaus (1962)
Die Fledermaus ist eine in Österreich gedrehte Verfilmung der Operette Die Fledermaus von Johann Strauss. Der von Sascha-Film produzierte Farbfilm in Eastmancolor und Ultrascope wurde am 2. Februar 1962 uraufgeführt. Peter Alexander und Marianne Koch sind als Ehepaar Gabriel und Rosalinde Eisenstein besetzt, Marika Rökk als Zofe Adele, Willy Millowitsch als Gefängnisdirektor Frank, Gunther Philipp als Pista von Bundassy, Boy Gobert als Prinz Orlofsky und Hans Moser als Gerichtsdiener Frosch.

## Handlung
Dr. Gabriel Eisenstein, Syndikus bei Arabayam & Co., muss wegen Beleidigung einer Amtsperson eine achttägige Arreststrafe im Bezirksgefängnis von Grinzing antreten. Gleichzeitig soll er aber für seinen Arbeitgeber Basil Arabayam als Marquis Renard mit einer fingierten Ehefrau den Ball des Prinzen Orlofsky besuchen. Besagte Frau soll den Prinzen dazu bewegen, ihr ölreiche Ländereien in Bakutin am Schwarzen Meer zu schenken, die umgehend an Arabayam weitergegeben werden sollen.
Der mit Eisenstein befreundete Pista von Bundassy besorgt die nötigen Eintrittskarten und behauptet, für Eisenstein einen Strafaufschub um einen Tag erwirkt zu haben, damit er den Ball besuchen kann. Da er sich bei Eisenstein für einen Streich rächen will – Eisenstein hatte einst den schlafenden Pista in einem Fledermauskostüm im Wiener Stadtpark seinem Schicksal überlassen – zwingt er Eisenstein während des Balls, Adele, die Kammerzofe der eigenen Frau, als seine Gattin auszugeben.
Statt Eisenstein wird Alfred, der Liebhaber von Adele, an der Haustür der Eisensteins angetroffen, vom Grinzinger Gefängnisdirektor persönlich verhaftet und von Polizisten ins Gefängnis gebracht. Gefängnisdirektor Frank hat unter dem falschen Namen Chevalier Chargrin ebenfalls eine Einladung für den Abschiedsball des Prinzen Orlofsky erhalten.
Eisensteins Frau Rosalinde bemerkt die Schwindeleien ihres Ehemannes und tritt auf dem Ball in einer Verkleidung als ihre eigene, dem Prinzen bereits bekannte, Zwillingsschwester Sonja auf. Als sich Eisenstein der vermeintlichen Sonja gegenübersieht, fürchtet er um seine Ehe und sorgt für ein intimes Treffen zwischen Rosalinde und dem Prinzen. Am nächsten Tag gibt sich Rosalinde ihrem Gatten zu erkennen. Dem unausweichlichen Ehekrach folgt die Versöhnung. Prinz Orlofsky schenkt Rosalinde 1000 Hektar Land, behält aber die Ölförderrechte.

## Lieder
- Das Vogelhaus (Peter Alexander, Hans Moser, Willy Millowitsch)
- Glücklich ist, wer vergißt! (Peter Alexander, Marianne Koch)
- Adieu vorbei (Peter Alexander, Marianne Koch)
- Ich lade gern mir Gäste ein (Boy Gobert und Chor)
- Mein Herr Marquis (Peter Alexander, Marika Rökk)
- Brüderlein und Schwesterlein (Peter Alexander)
- Mir geht ein Bumvidibum (Peter Alexander, Hans Moser, Willy Millowitsch)

## Hintergrund
Der Film entstand in Wien und Umgebung, eine Aufnahmen wurden im Atelier der Berglandfilm in Wels gedreht. Die Aufnahmen zum Fest des Prinzen Orlofsky wurden im Schloss Schönbrunn gedreht, unter anderem in der großen Galerie.
Im Fernsehen als auch auf DVD wurde das Ultrascope-Breitwandformat (2.35:1) lange Zeit ignoriert und der Film nur in 1.77:1 gezeigt. Am 31. Dezember 2021 lief der Film im BR erstmals im richtigen Format.

## Kritik
- „Frei nach der Johann-Strauß-Operette, von der dabei nicht viel mehr übrigblieb als eine schwankhafte Peter-Alexander-Show mit aufgesetzten Gags.“ – Lexikon des internationalen Films (rororo-Ausgabe von 1987)[1]

- „So einen Film hat Johann Strauß dann doch nicht verdient. Seiner Operette folgt das mehr oder weniger musikalische Filmlustspiel auch nur recht frei.“ Heyne Filmlexikon, 1996

- „Freie Adaption (…) als Alexander/Rökk-Vehikel; professionelle Unterhaltung.“ (Wertung: 2 von 4 möglichen Sternen = durchschnittlich) – Adolf Heinzlmeier und Berndt Schulz[2]

## DVD-Veröffentlichung
- Die Fledermaus (1961). Kinowelt 2006